# Teenage Mutant Hero Turtles: The HyperStone Heist
Teenage Mutant Hero Turtles: The HyperStone Heist (Teenage Mutant Ninja Turtles: リターン オブ ザ シュレッダー, Teenage Mutant Ninja Turtles: Return of the Shredder) est un jeu vidéo de type beat them all, développé et édité par Konami, sorti en 1992 sur Mega Drive.

## Système de jeu
Le jeu, en tant que beat them all, comprend des combats de rue[réf. souhaitée]. Le jeu dispose d'un mode coopératif jusqu'à deux joueurs.